# NGC 4749
NGC 4749 је спирална галаксија у сазвежђу Змај која се налази на NGC листи објеката дубоког неба.
Деклинација објекта је + 71° 38' 6" а ректасцензија 12h 51m 12,2s. Привидна величина (магнитуда) објекта NGC 4749 износи 13,5 а фотографска магнитуда 14,3. NGC 4749 је још познат и под ознакама UGC 8006, MCG 12-12-20, CGCG 335-26, IRAS 12493+7154, PGC 43527.